# بروس وین (گاتهام)
بروس وِین (به انگلیسی: Bruce Wayne) با نام مأمور خودخوانده ای اش یعنی شوالیه تاریکی یک شخصیت داستانی از مجموعه تلویزیونی وارنر برادرز تله‌ویژن / دی‌سی کامیکس، گاتهام است، این شخصیت بر اساس شخصیتی به همین نام با هویت مخفی بتمن ساخته شده‌است، و توسط بیل فینگر و باب کین ایجاد شده‌است. گاتهام سالهای نوجوانی بروس را به تصویر می‌کشد و در سالهای بعد به شخصیت بتمن تبدیل می‌شود. این مجموعه پس از سریال بتمن در دهه ۱۹۶۰ دومین بار است که بتمن در تلویزیون به صورت لایواکشن حضور پیدا کرده‌است، گرچه شخصیت اصلی در گاتهام، جیمز گوردون است. بروس توسط دیوید مازوز نقش آفرینی شده‌است.